# Russ Meyer (baseball)
Pour les articles homonymes, voir Meyer et Russ Meyer.

Russel Charles « The Mad Monk » Meyer, né le 25 octobre 1923 à Peru (Illinois) et mort le 16 novembre 1997 à Oglesby (Illinois), est un lanceur américain de baseball qui évolue en Ligue majeure de baseball de 1946 à 1959. 
Il remporte la Série mondiale 1955 avec les Brooklyn Dodgers. C'est l'un des trois lanceurs de Ligue majeure à avoir lancé 23 parties d'affilée à l'extérieur sans défaite, un fait accompli à cheval sur les saisons 1953 et 1954. Allie Reynolds possède le record avec 25 parties consécutives devant Chris Young avec 24. 

## Biographie

### Carrière
Russ Meyer se fait repérer par les scouts de la Ligue majeure de baseball après avoir aidé l'équipe de sa ville natale, Peru, à rallier les finales du National Baseball Congress Tournament en 1941. Recruté comme agent libre amateur par les White Sox de Chicago en 1942, il évolue dans la Ligue du Nord puis est drafté par l'armée. En poste à Fort Leonard Wook dans le Missouri, il contracte une péritonite et un murmure au cœur lors d'un match contre les St. Louis Browns. Il perd 35 livres et passe trois semaines à l'hospital, où les médecins de l'armée lui conseille de ne plus jouer au baseball pendant deux ans.
Il devient agent libre amateur après la dissolution de la Ligue du Nord et signe avec son équipe favorite, les Cubs de Chicago en 1946. Il apprend à lancer la screwball avec Hy Vandenberg à Nashville et arrive finalement en Ligue majeure en 1947. Compilant 3 victoires pour 2 défaites, il lance bien jusqu'à une fracture du poignet qui clôt sa saison prématurément.
En 1948, il est lanceur partant et lance un match complet le 25 avril face aux Cardinals de Saint-Louis en ne concédant qu'un seul coup sûr. Il est vendu par les Cubs aux Phillies de Philadelphie pour 20 000 $ USD à la fin de la saison.
Réputé agressif et instable, il se fait remarquer plusieurs fois pour son comportement, notamment face aux Brooklyn Dodgers lors d'un match télévisé où il interpelle l'arbitre du match qui venait de l'expulser avec un geste obscène alors qu'il était retourné dans l'abri des joueurs. En 1950, il se casse un os en frappant dans un container d'eau dans l'abri des joueurs après avoir été sorti du match par son manager. L'incident le plus médiatique est son altercation avec Jackie Robinson. Meyer déclare à Jackie alors en troisième base : « Go ahead you nigger, try to steal ». C'est ce que Jackie effectue, volant le marbre et marquant son point. Meyer marche jusqu'à l'abri des Dodgers où il offre à Jackie d'aller régler leurs comptes dans les vestiaires, ce qu'ils ne font pas.
Trois ans plus tard en 1953, Meyer est transféré chez les Brooklyn Dodgers où il rejoint Jackie Robinson et ils se réconcilient. Il réalise de meilleures performances, remportant 15 victoires alors que les Dodgers se qualifient pour la Série mondiale cette année-là. En 1954, il remporte onze décisions et en 1955, alors plutôt utilisé comme lanceur de relève, il lance cinq manches sans encaisser de point dans le match six de la Série mondiale remportée par les Dodgers.
Il est échangé aux Cubs où il effectue un court passage avant de rejoindre les Reds de Cincinnati puis rejoint les Red Sox de Boston en 1957. Il ne joue pas en 1958 et ses dix-huit rencontres disputées en 1959 pour les A's d'Oakland seront les derniers de sa carrière.

### Mort
Il meurt le 16 novembre 1997 à Oglesby dans l'Illinois, restant dans les mémoires comme un joueur impulsif au caractère trempé mais généreux et honnête.

## Statistiques
| Saison | Équipe    | G   | GS | CG | SHO | V  | D  | SV | IP     | SO  | ERA  |
| ------ | --------- | --- | -- | -- | --- | -- | -- | -- | ------ | --- | ---- |
| 1946   | CHC       | 4   | 1  | 0  | 0   | 0  | 0  | 1  | 17.0   | 10  | 3,18 |
| 1947   | CHC       | 23  | 2  | 1  | 0   | 3  | 2  | 0  | 45.0   | 22  | 3,40 |
| 1948   | CHC       | 29  | 26 | 8  | 3   | 10 | 10 | 0  | 164.2  | 89  | 3,66 |
| 1949   | PHI       | 37  | 28 | 14 | 2   | 17 | 8  | 1  | 213.0  | 78  | 3,08 |
| 1950   | PHI       | 32  | 25 | 3  | 0   | 9  | 11 | 1  | 159.2  | 74  | 5,30 |
| 1951   | PHI       | 28  | 24 | 7  | 2   | 8  | 9  | 1  | 168.0  | 65  | 3,48 |
| 1952   | PHI       | 37  | 32 | 14 | 1   | 13 | 14 | 1  | 232.1  | 92  | 3,14 |
| 1953   | BRO       | 34  | 32 | 10 | 2   | 15 | 5  | 0  | 191.1  | 106 | 4,56 |
| 1954   | BRO       | 36  | 28 | 6  | 2   | 11 | 6  | 0  | 180.1  | 70  | 3,99 |
| 1955   | BRO       | 18  | 11 | 2  | 1   | 6  | 2  | 0  | 73.0   | 26  | 5,42 |
| 1956   | CHC & CIN | 21  | 9  | 0  | 0   | 1  | 6  | 0  | 58.0   | 29  | 6,21 |
| 1957   | BOS       | 2   | 1  | 0  | 0   | 0  | 0  | 0  | 5.0    | 1   | 5,40 |
| 1959   | KCA       | 18  | 0  | 0  | 0   | 1  | 0  | 1  | 24.0   | 10  | 4,50 |
| Totaux | Totaux    | 319 | 65 | 65 | 13  | 94 | 73 | 5  | 1531.1 | 672 | 3,99 |

| Saison | Équipe | G | GS | CG | SHO | V | D | SV | IP   | SO | ERA  |
| ------ | ------ | - | -- | -- | --- | - | - | -- | ---- | -- | ---- |
| 1950   | PHI    | 2 | 0  | 0  | 0   | 0 | 1 | 0  | 1.2  | 1  | 5,40 |
| 1953   | BRO    | 1 | 0  | 0  | 0   | 0 | 0 | 0  | 4.1  | 5  | 6,23 |
| 1955   | BRO    | 1 | 0  | 0  | 0   | 0 | 0 | 0  | 5.2  | 4  | 0,00 |
| Totaux | Totaux | 4 | 0  | 0  | 0   | 0 | 1 | 0  | 10.5 | 10 | 3,09 |

Note : G = Matches joués ; GS = Matches comme lanceur partant ; CG = Matches complets ; SHO = Blanchissages ; 
V = Victoires ; D = Défaites ; SV = Sauvetages ; IP = Manches lancées ; SO = Retraits sur des prises ; ERA = Moyenne de points mérités.